# Aeroportul Pärnu
Aeroportul Pärnu (IATA: EPU, ICAO: EEPU) este un aeroport din Tori Rural Municipality⁠(d), Regiunea Pärnu, Estonia ce deservește zona Pärnu. Aeroportul a fost tranzitat în 2022 de 2.887 de pasageri. A fost numit după zona deservită.
Situat la o altitudine de 14 m, aeroportul dispune de 1 pistă. Este operat de AS Tallinna Lennujaam⁠(d).

## Infrastructură

### Piste
Aeroportul dispune de o singură pistă. Pista 03/21 are suprafața de asfalt și dimensiunile 2.480 m × 45 m. 